# Kinshaties
Kinshaties is een geslacht van rechtvleugeligen uit de familie veldsprinkhanen (Acrididae). De wetenschappelijke naam van dit geslacht is voor het eerst geldig gepubliceerd in 1977 door Zheng.

## Soorten
Het geslacht Kinshaties  is monotypisch en omvat slechts de volgende soort:
- Kinshaties yuanmowensis (Zheng, 1977)